# Kacper Sztuka
Kacper Sztuka (Cieszyn, Polonia; 28 de enero de 2006) es un piloto de automovilismo polaco. En 2023 fue campeón de la Fórmula Winter Series con el equipo US Racing, con el que también resultó ganador del Campeonato de Italia de Fórmula 4. Ese mismo año se unió al Equipo Júnior de Red Bull hasta junio de 2024.

## Carrera

### Inicios
Sztuka empezó a competir en el karting en el 2015, en el South Garda Winter Cup, en 2019 participio en el Campeonato Europeo de Karting CIK-FIA con Speedkart.

### Fórmula 4

#### 2021
Sztuka debutaría en las carreras de monoplazas en el Campeonato de Italia de Fórmula 4 con AS Motorsport y Iron Lynx, quedando en el 36.º lugar con 0 puntos.

#### 2022
Al año siguiente, volvería a competir en el Campeonato de Italia de Fórmula 4 y también en 5 carreras de la ADAC Fórmula 4 en el equipo alemán US Racing, en el campeonato italiano lograría obtener 2 victorias y 4 podios, dejando en el sexto lugar de la clasificación.
En la F4 Alemana, logró 2 podios, quedando en décimo lugar con 64 puntos sumados. 

#### 2023
En 2023, Sztuka competiría en la Fórmula Winter Series como preparación antes de su serial principal el cual sería de nuevo el Campeonato de Italia de Fórmula 4, los dos junto a US Racing, en este campeonato invernal, dominaría todas las rondas en las que participó, ganando el campeonato con 151 puntos, 5 victorias y 6 podios.

## Resumen de carrera
| Temporada | Categoría                              | Equipo                 | Carreras     | Victorias    | Poles        | VR           | Podios       | Puntos       | Pos.         |
| --------- | -------------------------------------- | ---------------------- | ------------ | ------------ | ------------ | ------------ | ------------ | ------------ | ------------ |
| 2021      | Campeonato de Italia de Fórmula 4      | AS Motorsport          | 18           | 0            | 0            | 0            | 0            | 0            | 36.º         |
| 2021      | Campeonato de Italia de Fórmula 4      | Iron Lynx              | 3            | 0            | 0            | 0            | 0            | 0            | 36.º         |
| 2022      | Campeonato de Italia de Fórmula 4      | US Racing              | 20           | 2            | 0            | 0            | 4            | 162          | 6.º          |
| 2022      | ADAC Fórmula 4                         | US Racing              | 5            | 0            | 0            | 0            | 2            | 64           | 10.º         |
| 2023      | Fórmula Winter Series                  | US Racing              | 6            | 5            | 4            | 4            | 6            | 151          | 1.º          |
| 2023      | Campeonato de Italia de Fórmula 4      | US Racing              | 21           | 9            | 9            | 8            | 12           | 315          | 1.º          |
| 2023      | Campeonato Euro 4                      | US Racing              | 6            | 2            | 3            | 2            | 4            | 74.5         | 8.º          |
| 2024      | Campeonato de Fórmula 3 de la FIA      | MP Motorsport          | 20           | 0            | 0            | 0            | 0            | 6            | 27.º         |
| 2025      | Eurocup-3 - Winter Series              | Griffin Core by Campos | 6            | 0            | 0            | 1            | 1            | 27           | 11.º         |
| 2025      | Campeonato de Fórmula Regional Europea | G4 Racing              | Disputándose | Disputándose | Disputándose | Disputándose | Disputándose | Disputándose | Disputándose |
| 2025      | Eurocup-3                              | Griffin Core by Campos | Disputándose | Disputándose | Disputándose | Disputándose | Disputándose | Disputándose | Disputándose |
| Fuente:   |                                        |                        |              |              |              |              |              |              |              |

## Resultados

### Campeonato de Italia de Fórmula 4
(Clave) (negrita indica pole position) (cursiva indica vuelta rápida puntuable)

| Año     | Equipo        | 1   | 1   | 1   | 2   | 2   | 2   | 3   | 3   | 3   | 4   | 4   | 4   | 5   | 5   | 5   | 6   | 6   | 6   | 7   | 7   | 7   | Pos. | Puntos |
| ------- | ------------- | --- | --- | --- | --- | --- | --- | --- | --- | --- | --- | --- | --- | --- | --- | --- | --- | --- | --- | --- | --- | --- | ---- | ------ |
| 2021    | AS Motorsport | LEC | LEC | LEC | MIS | MIS | MIS | VLL | VLL | VLL | IMO | IMO | IMO | SPI | SPI | SPI | MUG | MUG | MUG | MNZ | MNZ | MNZ | 36.º | 0      |
| 2021    | AS Motorsport | 23  | 13  | 19  | 23  | 13  | 11  | 23  | 17  | 20  | 14  | 12  | Ret | 18  | 18  | 19  |     |     |     | 17  | 16  | 30  | 36.º | 0      |
| 2021    | Iron Lynx     |     |     |     |     |     |     |     |     |     |     |     |     |     |     |     | 17  | 22  | 18  |     |     |     | 36.º | 0      |
| Fuente: |               |     |     |     |     |     |     |     |     |     |     |     |     |     |     |     |     |     |     |     |     |     |      |        |

| Año     | Equipo    | 1   | 1   | 1   | 2   | 2   | 2   | 3   | 3   | 3   | 4   | 4   | 4   | 5   | 5   | 5   | 5   | 6   | 6   | 6   | 7   | 7   | 7   | Pos. | Puntos |
| ------- | --------- | --- | --- | --- | --- | --- | --- | --- | --- | --- | --- | --- | --- | --- | --- | --- | --- | --- | --- | --- | --- | --- | --- | ---- | ------ |
| 2022    | US Racing | IMO | IMO | IMO | MIS | MIS | MIS | SPA | SPA | SPA | VLL | VLL | VLL | SPI | SPI | SPI | SPI | MNZ | MNZ | MNZ | MUG | MUG | MUG | 6.º  | 162    |
| 2022    | US Racing | Ret | 2   | 1   | Ret | 10  | 4   | Ret | 12  | 6   | 7   | 5   | 6   |     | 4   | 1   | 5   | 3   | Ret | C   | Ret | 4   | Ret | 6.º  | 162    |
| Fuente: |           |     |     |     |     |     |     |     |     |     |     |     |     |     |     |     |     |     |     |     |     |     |     |      |        |

| Año     | Equipo    | 1   | 1   | 1   | 1   | 2   | 2   | 2   | 3   | 3   | 3   | 4   | 4   | 4   | 5   | 5   | 5   | 6   | 6   | 6   | 7   | 7   | 7   | Pos. | Puntos |
| ------- | --------- | --- | --- | --- | --- | --- | --- | --- | --- | --- | --- | --- | --- | --- | --- | --- | --- | --- | --- | --- | --- | --- | --- | ---- | ------ |
| 2023    | US Racing | IMO | IMO | IMO | IMO | MIS | MIS | MIS | SPA | SPA | SPA | MNZ | MNZ | MNZ | LEC | LEC | LEC | MUG | MUG | MUG | VLL | VLL | VLL | 1.º  | 315    |
| 2023    | US Racing | 1   | Ret |     | Ret | 4   | Ret | 4   | 6   | 2   | 24  | 4   | 4   | 2   | 1   | 1   | 1   | 1   | 1   | 1   | 3   | 1   | 1   | 1.º  | 315    |
| Fuente: |           |     |     |     |     |     |     |     |     |     |     |     |     |     |     |     |     |     |     |     |     |     |     |      |        |

### Campeonato de Fórmula 3 de la FIA
(Clave) (negrita indica pole position) (cursiva indica vuelta rápida puntuable)

| Año  | Escudería     | 1   | 1   | 2   | 2   | 3   | 3   | 4   | 4   | 5   | 5   | 6   | 6   | 7   | 7   | 8   | 8   | 9   | 9   | 10  | 10  | Pos. | Puntos | Ref.   |
| ---- | ------------- | --- | --- | --- | --- | --- | --- | --- | --- | --- | --- | --- | --- | --- | --- | --- | --- | --- | --- | --- | --- | ---- | ------ | ------ |
| 2024 | MP Motorsport | SAK | SAK | MEL | MEL | IMO | IMO | MON | MON | BAR | BAR | SPI | SPI | SIL | SIL | BUD | BUD | SPA | SPA | MNZ | MNZ | 27.º | 6      | [ 12 ] |
| 2024 | MP Motorsport | 20  | 28  | 16  | 18  | 5   | 15  | Ret | 11  | 23  | 28  | Ret | 16  | Ret | 17  | 27  | 18  | 20  | 18  | 18  | 12  | 27.º | 6      | [ 12 ] |